# Colmobil

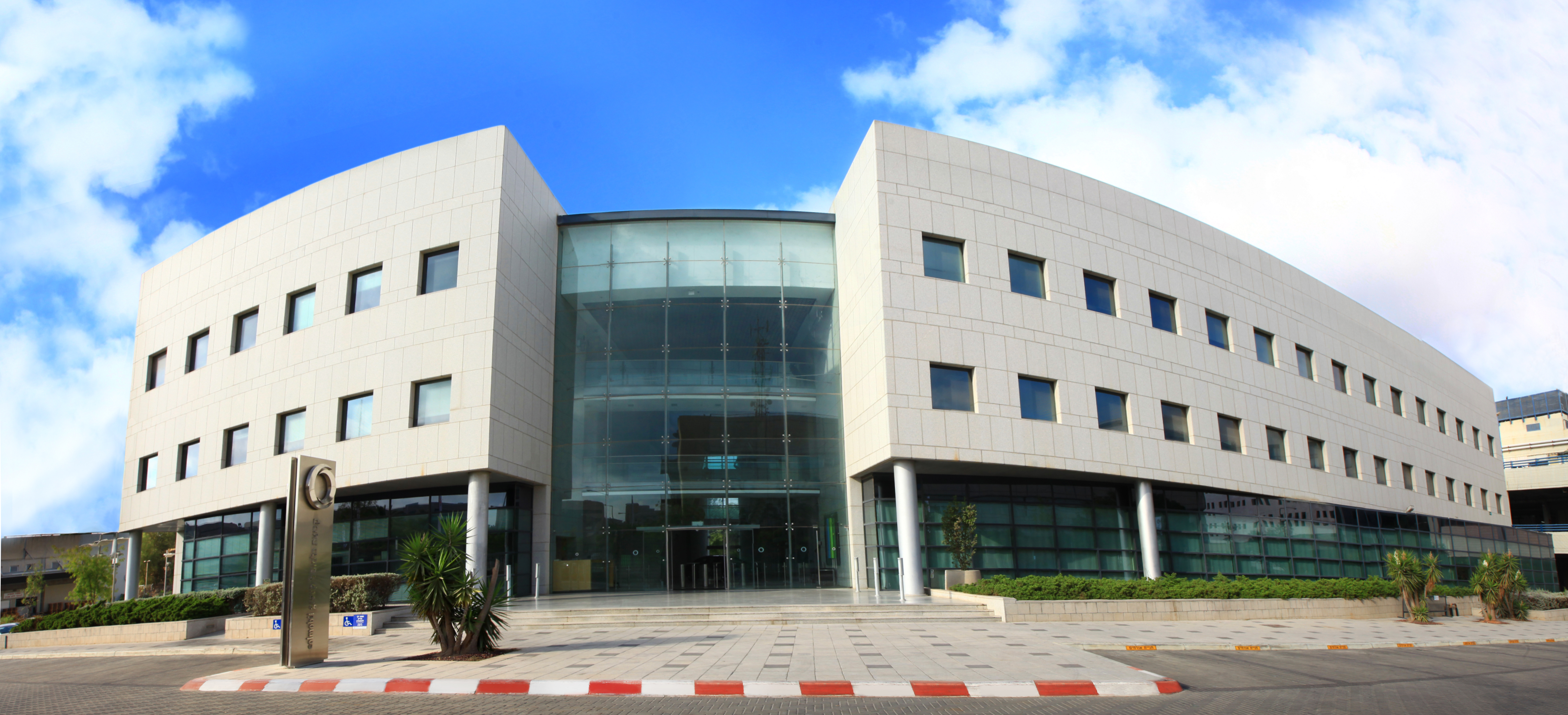
Colmobil, Hauptsitz (2013)

Colmobil (hebräisch כֹּלְמוֹבִּיל Colmōbīl) ist ein Fahrzeugimporteur mit Hauptsitz in Rosch haʿAjin, Israel. Das Unternehmen gehört zu den größten israelischen Fahrzeugimporteuren.
Colmobil wurde 1906 gegründet und befindet sich seit dem Tode des Firmengründers Nachum Miller 1920 im Privatbesitz der Familie Harlap. Schmuʾel Harlap fungiert als CEO des Konzerns. Die Colmobil Gruppe (קְבוּצַת כֹּלְמוֹבִּיל Qvūtzat Colmōbīl) beschäftigt heute über 1.000 Mitarbeiter, die in den Service-Centern, Fahrzeugshowrooms, in der Zentrale in Rosch haʿAjin, einem Vorort von Tel Aviv, und im Vorbereitungszentrum zur Auslieferung in Aschdod arbeiten.

## Geschichte
1906 begann die von Nachum Miller gegründete Firma "Miller & Co. Engineering Company Ltd" mit Handel und Reparatur von Landmaschinen. 1936 wurde die erste eigene Fabrik gegründet und man importierte Motoren und fertigte eigene Landmaschinen und übernahm den Vertrieb von SKF-Kugellager. 1952 erwarb die Familie Harlap die Vertriebsrechte der Scania-Lastkraftwagen aus Schweden. Ab 1958 wurden Goggomobil-Kleintransporter bei Colmobil für den israelischen Markt in Lizenz gefertigt.
Seit 1963 ist Colmobil Corp. Direktimporteur von Fahrzeugen der Marke Mercedes-Benz. Ab 1988 werden Mitsubishi-Fahrzeuge importiert und seit 1994 wurde die Organisation für Hyundai-Fahrzeuge in Israel aufgebaut. Ab 2002 kamen die Smart-Modelle dazu und das Servicenetz wurde erweitert. 2006 erreichte Colmobil einen Umsatz von 647,8 Millionen US-Dollar und war damit auf dem 46. Platz der größten Unternehmen in Israel.
2014 hat Colmobil eine Import- und Vertriebsvereinbarung für komfortable, hochwertige Busse und Minibusse mit der chinesischen Firma King Long unterzeichnet. King Long ist einer der beiden größten Bus-Hersteller in China.
Colmobil betreibt ein eigenes Ersatzteil-, Logistik- und Schulungszentrum für die importierten Marken.